# イオン札幌琴似店

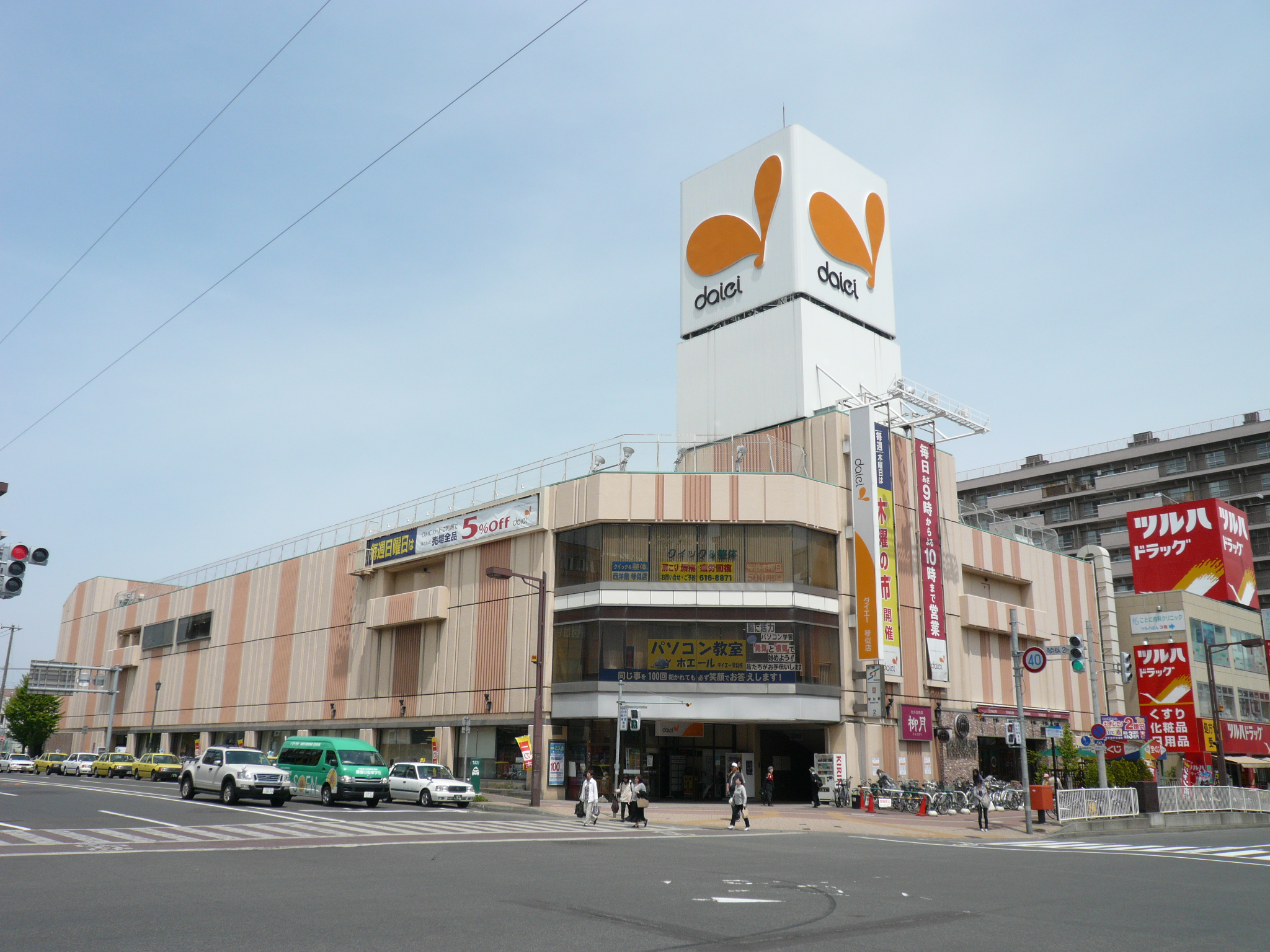
旧ダイエー琴似店（2011年6月）

イオン札幌琴似店（イオンさっぽろことにてん）は北海道札幌市西区琴似に所在するイオン北海道運営の総合スーパー（GMS）である。ダイエー時代の店番号は0412。

## 概要
北海道道276号琴似停車場線沿線及び二十四軒手稲通沿線に存在する。地上3階・地下2階の店舗。
ダイエーとしては北海道進出3号店。イオンに転換した時点で道内のダイエー店舗としては最も古く、北海道最初のニチイとして1978年11月に開店したイオン江別店よりも開業が早いため、イオン北海道の「イオン」ブランドでは最古の店舗となった。
地下から札幌市営地下鉄東西線琴似駅に直結している。

### 旧 ダイエーと地下鉄東西線
国鉄琴似駅前への出店にあたりイトーヨーカドーと出店を争い、1976年7月20日、イトーヨーカドー琴似店（現在の5588KOTONI）が開店。敗れたダイエーは地下鉄琴似駅前の現在地へ1977年4月7日に出店した。
この成功を受け、翌1978年8月26日に同じく東西線東札幌駅前にも「ダイエー東札幌店」が開業した。
しかし、1999年2月25日に東西線琴似駅 - 宮の沢駅間が延伸開業し、琴似駅が終着駅でなくなると、以前よりも集客が低下した。
2015年9月1日に、イオン傘下のダイエーが北海道撤退に伴い、「ダイエー琴似店」は親会社ブランドである「イオン札幌琴似店」に承継した。

## フロア構造
| 階  | フロア概要                                                 |
| --- | ---------------------------------------------------------- |
| 3F  | 専門店のフロア                                             |
| 2F  | 紳士・子供衣料、生活用品のフロア                           |
| 1F  | 婦人衣料・花のフロア                                       |
| B1F | 婦人肌着・服飾雑貨・ヘルス＆ビューティ・家庭消耗品のフロア |
| B2F | 食料品のフロア 東西線 琴似駅連絡口                         |

## テナント
出店全店舗一覧は公式サイト「フロアガイド」を参照。

## 交通アクセス

### 鉄道
- 札幌市営地下鉄東西線琴似駅の2番出口より直結。

## 沿革
- 1977年4月7日 - ダイエー琴似店開業。
- 2006年2月24日 - 改装工事を行いリニューアルオープン。
- 2015年9月1日 - 同店の営業権をイオン北海道に継承され店名をイオン札幌琴似店に変更[8]。